# Tissi (département)
Pour les articles homonymes, voir Tissi.
Le département de Tissi est un des cinq départements composant la province du Sila au Tchad. Son chef-lieu est Tissi.

## Subdivisions
Le département de Tissi compte quatre sous-préfectures qui ont le statut de communes :
- Tissi,

## Histoire
Le département de Tissi a été créé par l'ordonnance n° 038/PR/2018 portant création des unités administratives et des collectivités autonomes du 10 août 2018.

## Administration
Préfets de Tissi (depuis 2018)
- nd.